# Superstar Billy Graham

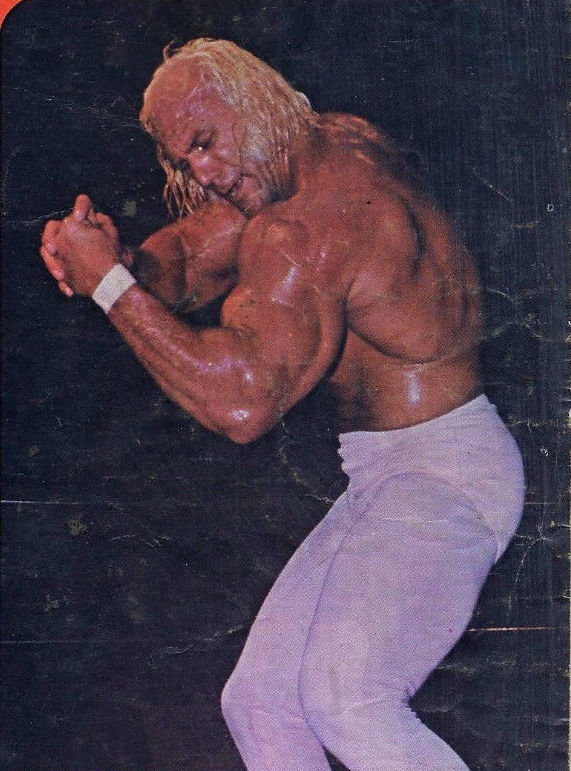
"Superstar" Billy Graham under storhetsperioden, 1975.

Eldridge Wayne Coleman,  bättre känd under sitt smeknamn "Superstar" Billy Graham, född 7 juni 1943 i Phoenix, Arizona, död 17 maj 2023 i Phoenix, var en amerikansk wrestler. Coleman var tidigare innehållare av WWE-världsmästerskapstiteln och nu medlem i WWE Hall of Fame. Under sin aktiva tid påverkade han utvecklingen av wrestling till sportunderhållning.   Han hade Andrew Lloyd Webbers Jesus Christ Superstar som sin entrémusik, vilken senare övertogs av Don Muraco. 